# Sianggunan (Batang Toru)
Sianggunan is een bestuurslaag in het regentschap Tapanuli Selatan van de provincie Noord-Sumatra, Indonesië. Sianggunan telt 886 inwoners (volkstelling 2010).